# Saint-Philbert-sur-Orne
Saint-Philbert-sur-Orne är en kommun i departementet Orne i regionen Normandie i nordvästra Frankrike. Kommunen ligger i kantonen Putanges-Pont-Écrepin som tillhör arrondissementet Argentan. År 2022 hade Saint-Philbert-sur-Orne 112 invånare.

## Befolkningsutveckling
Antalet invånare i kommunen Saint-Philbert-sur-Orne
| Referens: INSEE |